# Stift Schlägl
Das Stift Schlägl (lateinisch Abbatia Plaga) ist eine Abtei der Prämonstratenser (OPraem) in Aigen-Schlägl im Mühlviertel in Oberösterreich. Es entstand in der Nachfolge eines erloschenen Zisterzienserklosters. Das Kloster ist in den Jakobsweg Oberes Mühlviertel und in den Rupertiweg eingebunden. Zudem betreibt es die Stiftsbrauerei Schlägl.

## Geschichte

### Zisterzienser
Das Stift Schlägl entstand zunächst als ein Zisterzienserkloster. Es wurde als „Slage“, lateinisch „Plaga“ bezeichnet und vermutlich 1202/1203 vom Passauer Bischof Wolfger von Erla ins Leben gerufen. Dieser beauftragte seinen Ministerialen Kalhoch II. von Falkenstein mit der Durchführung. Die Besiedlung erfolgte mit Zisterziensern aus dem fränkischen Kloster Langheim. Es ist nicht bekannt, warum die Zisterze nach nur wenigen Jahren – vermutlich im Winter 1209/1210 oder im Winter 1210/1211 – erlosch. Der Anfangsbesitz der Zisterze dürfte ein geschlossenes Gebiet nördlich der Großen Mühl zwischen dem Wurmbrandbach im Südosten und dem Bannzaunbach im Nordwesten gewesen sein. Das Kloster war von Anfang an schlecht dotiert und hatte vermutlich durch die Lage im dicht bewaldeten Nordwald des oberen Mühlviertels gegen schwierige klimatische Verhältnisse anzukämpfen.
Bischof Wolfgers Nachfolger Manegold von Berg und Ulrich II. bemühten sich um eine Wiederbelebung an einer klimatisch günstigeren Stelle an der Großen Mühl. Nachdem es gelang, die Prämonstratenser zu gewinnen, verzichteten Abt und Konvent von Langheim am 20. Juni 1218 urkundlich auf alle Ansprüche der „Cisterce Slage“.

### Prämonstratenser
Am 9. Juli 1218 übergab Kalhoch (Chalhoch) von Falkenstein seine Stiftung den Prämonstratensern von Schlägl. Es ist nicht einwandfrei belegt, ob die Besiedlung mit Chorherren aus dem Kloster Osterhofen in Niederbayern oder dem böhmischen Kloster Mühlhausen erfolgte. Die entsprechenden Originalurkunden sind verschollen, die erhaltenen Abschriften unzuverlässig und teilweise gefälscht. In den Osterhofener Klosterannalen befindet sich für das Jahr 1220 ein Vermerk, wonach die dortigen Prämonstratenser das Kloster Schlägl übernommen (nicht gegründet) haben. In einer Urkunde des Passauer Bischofs Rüdiger von Bergheim aus dem Jahr 1236 verzichtete Konrad von Falkenstein, ein Sohn des Gründers, auf die Schlägler Vogtei. In derselben Urkunde verfügte der Bischof eigenmächtig, dass Schlägl dem Propst von Osterhofen unterzuordnen sei. Daraus ergibt sich, dass es vorher ein anderes Mutterkloster gehabt haben muss. Die ältesten Ordenskataloge zählen Schlägl zum bayerischen Ordensverband und ab 1250 zur böhmischen Ordensprovinz.
An der Dotierung des Stifts Schlägl beteiligten sich die mit den Falkensteinern und den Blankenbergern verwandten witigonischen Familienzweige der Herren von Krumau und der Rosenberger mit reichen Schenkungen:
- Witiko I. von Krumau übergab 1258 dem Stift Schlägl für zugefügte Schäden und zum eigenen Seelenheil drei Gutshöfe und die Kirche in Lichtenwerd sowie das Dorf Pfaffenschlag (Phaphenslag).[4] Im selben Jahr am 16. Juni bestätigte der Prager Bischof Johann dem Schlägler Konvent das Patronatsrecht über die Kirche von Lichtenwerd, das somit die älteste Pfarre des Stifts war.
- Wok von Rosenberg, der Begründer des Klosters Hohenfurt, hinterließ nach seinem Tod 1262 testamentarische Zuwendungen dem Stift Schlägl.
- Mit einer 1264 in Passau ausgefertigten Urkunde übergaben Budiwoj von Krumau, Skalitz und Sepekau und seine Gemahlin Perchta von Falkenstein dem Stift Schlägl das Dorf Schintau (Schindlau bei Schlägl). Unter den Zeugen befanden sich Budiwojs Bruder „Witigo de Chrumnav“ sowie „Pilgrimus de Valchenstein“. Perchta von Falkenstein war eine Enkelin des Stiftsgründers Kalhoch.
- Am 29. Mai 1305 verlieh Heinrich I. von Rosenberg dem Stift Schlägl die Kirche von Friedberg, die er am gleichen Tag um weitere Schenkungen vermehrte.

Vermutlich nach 1251 wurde Schlägl vom Generalkapitel zum Tochterkloster von Mühlhausen bestimmt. Mit einer Bulle vom 13. Februar 1257 verlieh Papst Alexander IV. den Gläubigen der Diözesen Passau, Prag und Regensburg einen Ablass von 100 Tagen, wenn sie dem Abt von Mühlhausen (Mileuz) beim Aufbau des Stifts Schlägl helfen. Erst 1307 wurde Schlägl ausdrücklich als Tochterkloster von Mühlhausen erwähnt, als der Konvent von Mühlhausen eine Konfraternität und Gebetsverbrüderung mit dem Schlägler Konvent aufnahm. Im selben Jahr forderte der Passauer Bischof Bernhard von Prambach das Generalkapitel des Prämonstratenserordens auf, das Stift Schlägl wieder dem Stift Osterhofen unterzuordnen. 1319 übertrug das Passauer Domkapitel die Pfarrei Rohrbach dem Stift Schlägl, dem 1321 auch die Pfarrkirche von Rohrbach inkorporiert wurde. Nachdem das Stift im Kampf zwischen Friedrich dem Schönen und Ludwig dem Bayern (1314–1322) beschädigt worden war, wurde es mit Hilfe der Rosenberger wieder aufgebaut. 1327 gewährten die niederbayerischen Herzöge Heinrich d. Ä., Otto und Heinrich dem Stift Mautfreiheit in Burghausen und Schärding. Im selben Jahr schenkte Wilhelm von Landstein im Auftrag des böhmischen Königs Johann von Luxemburg dem Stift das Patronatsrecht über die Kirche von Wodnian.
Am 28. August 1420 bat der Mühlhauser Abt Svatomir den Landeshauptmann ob der Enns, Reinprecht II. von Walsee, eine Visitation von Schlägl anzuordnen, weil er selbst wegen der Zerstörung seines Stifts durch die Hussiten dazu nicht in der Lage sei. Die Visitation erfolgte bereits am 11. September 1420 durch den Ritter Andreas Herleinsperger, der im Hochstift Passau das Amt des Vicedominus bekleidete. Vermutlich weil das Kloster Mühlhausen durch die Zerstörungen durch die Hussiten verarmt war, übertrug das Generalkapitel mit einer am 7. Mai 1433 in Basel ausgefertigten Urkunde das Paternitätsrecht über das Stift Schlägl vom Mühlhausener Abt auf den Abt von Osterhofen. Da das Stift Schlägl während der Hussitenkriege ebenfalls zerstört worden war, wurde es unter Propst Andreas Rieder wieder neu aufgebaut und 1448 durch den Passauer Weihbischof Sigismund Pircham geweiht. 1451 wurde in Krumau eine Gebetsverbrüderung mit Johannes Capistranus vereinbart, ein Jahr später erfolgte eine solche mit dem Konvent des Klosters Goldenkron, 1466 mit dem Kloster Hohenfurt, 1476 mit dem Augustiner-Chorherrenstift Wittingau und 1498 mit dem Stift Klosterneuburg. Bereits 1465 nahm Kaiser Friedrich III. das Stift Schlägl sowie die Pfarrkirche Rohrbach unter seinen besonderen Schutz.

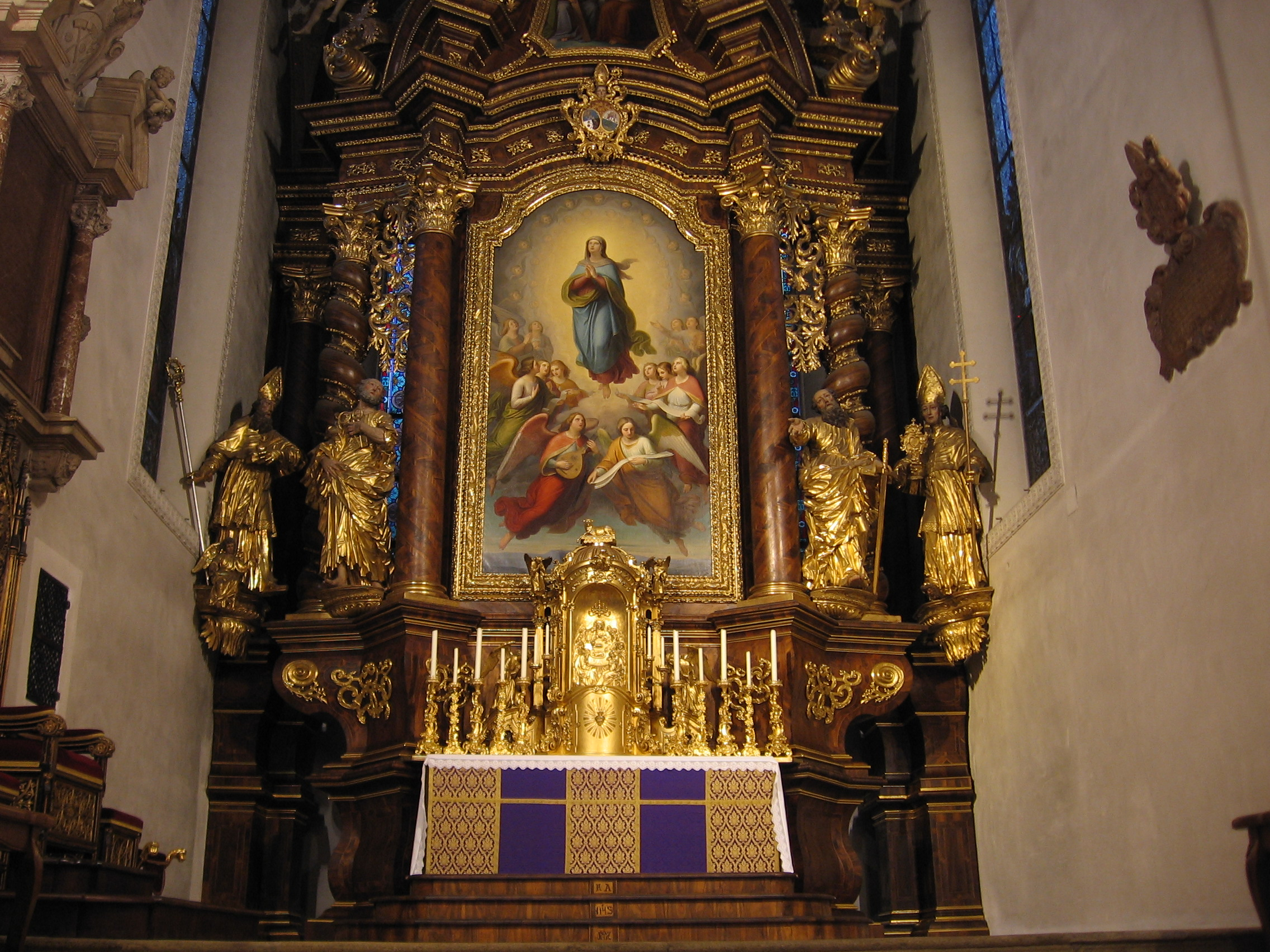
Hochaltar

1476 wurde in Schlägl ein Zirkariekapitel der böhmischen Ordensprovinz abgehalten. Auf Bitten des Propstes Andreas bestätigten am 17. April 1479 Wok und Peter von Rosenberg dem Stift Schlägl alle Privilegien und Schenkungen ihrer Vorfahren und genehmigten die Benutzung der Straße über Untermoldau und Oberplan. Im selben Jahr bestätigten die von ihren Vorfahren gewährten Privilegien auch der böhmische König Vladislav und Herzog Georg der Reiche von Bayern-Landshut. 1489 verlieh Papst Innozenz VIII. dem Schlägler Propst Johannes für sich und seine Nachfolger die Pontifikalien sowie das Recht, gottesdienstliche Geräte zu segnen und die Niederen Weihen zu erteilen. 1493 bestätigte Kaiser Friedrich III. die dem Stift gewährten Privilegien. Im selben Jahr bat er den Landeshauptmann Gotthard von Starhemberg, den Abt Ulrich Seckler und das Stift in seinen Freiheiten zu schützen. Nachdem sowohl der Kaiser als auch der Landeshauptmann kurze Zeit später verstarben, wurde Abt Ulrich Seckler abgesetzt und unter dem Vorsitz des Vaterabts Bartholomäus von Mühlhausen Johannes Großhaupt als Propst gewählt. Die Vorgänge um die Absetzung des Propstes Ulrich Seckler wurden 1498 vom Generalabt und dem Generalkapitel bestätigt. Im selben Jahr bestätigte der römisch-deutsche König und spätere Kaiser Maximilian I. die von seinem Vater dem Stift gewährten Privilegien. Nach einem Brand, der dem Schlägler Diakon Oswald Poch zur Last gelegt wurde, wurde dieser 1499 vom Generalkapitel zu lebenslangem Kerker verurteilt. Im selben Jahr leitete der Mühlhauser Abt Bartholomäus die Propstneuwahl in Schlägl, womit belegt ist, dass das Paternitätsrecht um diese Zeit beim Kloster Mühlhausen lag.
In den Wirren der Reformation geriet das Kloster durch unwürdige Pröpste unter weltliche Verwaltung, wodurch es beinahe untergegangen war. Eine Besserung trat 1589 mit dem Amtsantritt des Propstes Wenzeslaus Zypser ein. Er stammte aus Tachau, war vorher Prior von Klosterbruck und anfangs der einzige Priester des Stifts. Ihm gelang die Wiederherstellung der geistlichen Ordnung; zudem wurden ein Teil der Schulden abgezahlt, der obere Maierhof errichtet und die Wirtschaftsgebäude ausgebessert. Wenzeslaus Zypser lebte mit seinen Mitbrüdern nach der Ordensvorschrift und gab für die Seelsorger der Klosterpfarreien eine Instruktion mit Glaubens- und Verhaltensregeln heraus. Während der Mühlviertler Bauernunruhen von 1594 musste er nach Böhmen flüchten. Während der Amtszeit des Propstes Crispin Fuck gewährte Kaiser Matthias das Privileg zum Salzhandel nach Böhmen. Dadurch konnten die Schulden getilgt, ein Teil des Stiftsgebäudes erbaut und ein neuer Hochaltar angeschafft werden. 
Während des Bauernkriegs von 1626 wurde das Kloster bis auf die Mauern niedergebrannt. Der Wiederaufbau erfolgte ab 1627 unter Propst Martin Greysing mit dem Baumeister Marx Spaz. 1637 waren die Klosterkirche und die Propstei fertiggestellt. Nach der wirtschaftlichen Erholung erlebte das Stift mit der Gründung der Philosophisch-theologischen Lehranstalt eine geistliche und kulturelle Blüte. 1657 wurde es von der Propstei zur Abtei erhoben, deren erster Abt der bisherige Propst Martin Greysing wurde. Er gründete das Martinsspital im Stiftsdorf Aigen, legte Glashütten an und errichtete die Wallfahrtskirche St. Wolfgang am Stein.

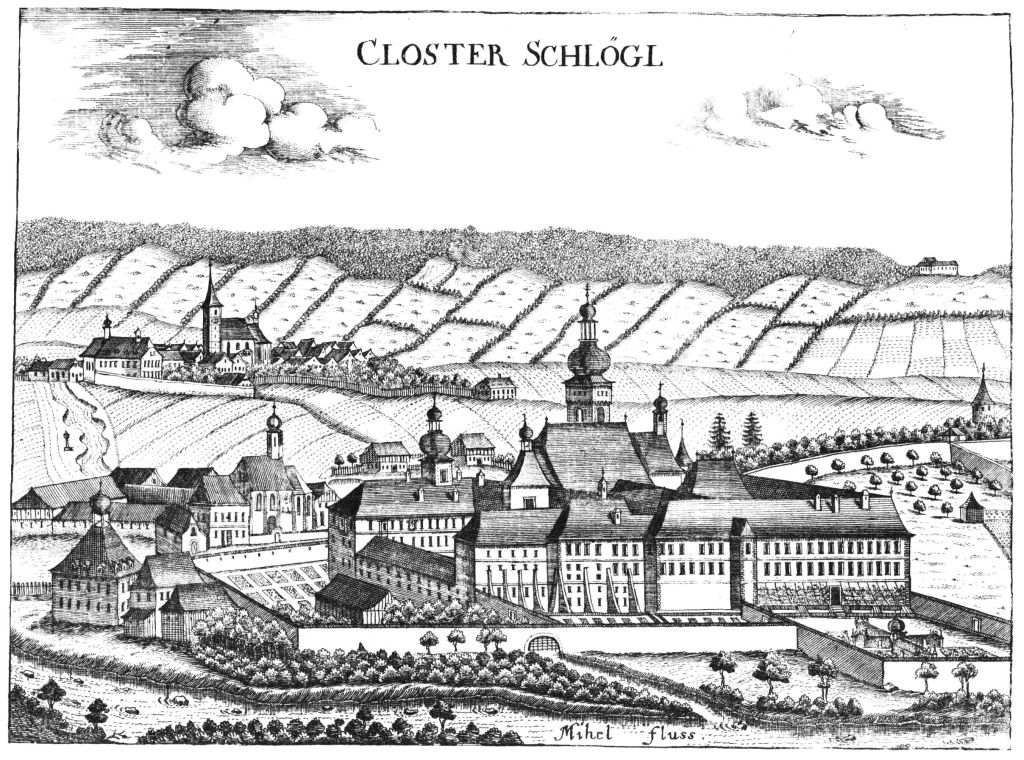
Stift Schlägl nach einem Stich von Georg Matthäus Vischer von 1674

Das 18. Jahrhundert war wiederum von wirtschaftlichen Schwierigkeiten begleitet, die vor allem durch die Brände von 1702 und 1739 verursacht wurden. Am 11. März 1764 wurde von der Kongregation für die Bischöfe und die Ordensleute (Congregatio episcoporum et regularium) in Rom der jahrhundertewährende Streit geschlichtet, bei dem es darum gegangen war, ob das Vaterschaftsrecht über Schlägl dem Stift Osterhofen in Bayern oder dem Kloster Strahov als Nachfolger des 1575 aufgehobenen Klosters Mühlhausen zugehöre. Obwohl keine der Parteien entsprechende Urkunden vorlegen konnte, wurde endgültig zugunsten Osterhofens entschieden und ein Rechtsbehelf nicht zugelassen. Der wahre Sachverhalt konnte mangels einwandfreier Urkunden bis heute nicht aufgeklärt werden.
1850 wurde das Stift wiederum durch einen Brand weitgehend zerstört. Der Wiederaufbau erfolgte unter Abt Dominik Lebschy, der von 1861 bis 1868 das Amt des Landeshauptmanns von Oberösterreich bekleidete. 1852 erhielt er wegen seiner Verdienste als Präsident des Landes-Collegiums und seinen Einsatz im Unterrichtswesen das Ritterkreuz des Franz-Joseph-Ordens verliehen. Der weitere Ausbau des Stifts erfolgte unter Abt Norbert Schachinger, der 1906 zum Generalabt des Ordens gewählt wurde. Ab 1924 wurde im Stift eine Landwirtschaftsschule betrieben, die 1930 ein eigenes Schulgebäude erhielt. Am 29. April 1941 wurde das Stift von den nationalsozialistischen Machthabern aufgehoben. Nach Ende des Zweiten Weltkriegs erfolgte unter Abt Cajetan Lang eine umfassende Restaurierung der Klosteranlage.
Am 11. Juni 2019 wurde Lukas Dikany zum Abt der Klostergemeinschaft gewählt, die im Jänner 2021 37 Chorherrn zählte.

### Heute
Das Kloster ist das geistliche, seelsorgliche und wirtschaftliche Zentrum des oberen Mühlviertels, von dem aus 8 eigene, 16 bischöfliche, und 2 dem Stift St. Florian inkorporierte Pfarreien betreut werden. Darüber hinaus sind die Chorherren auch in der Krankenseelsorge und im Schulwesen tätig.

## Klosteranlage

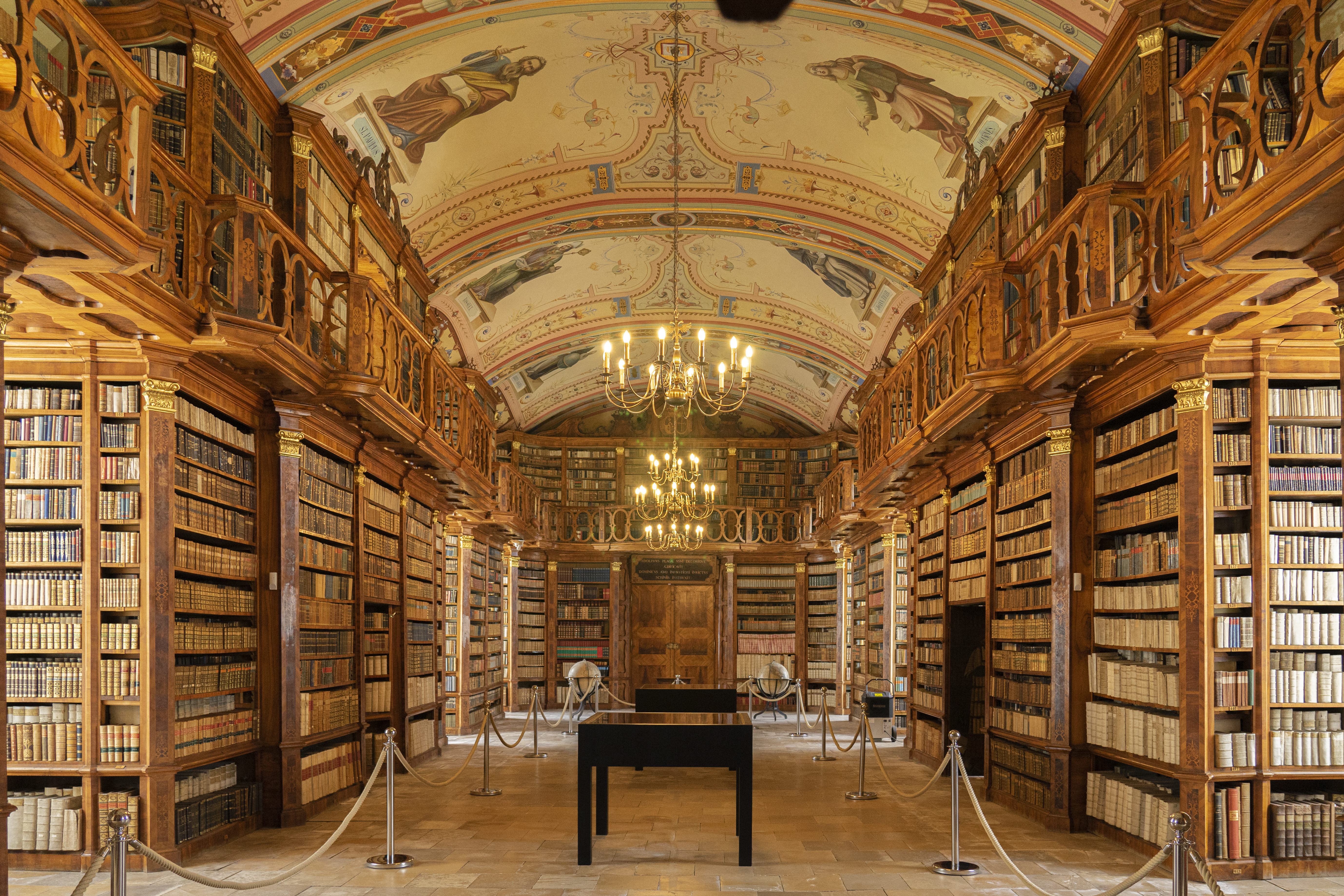
Bibliothek

Bereits wenige Jahrzehnte nach der Gründung wurde mit dem Bau von steinernen Kirchen- und Klostergebäuden begonnen. Nach den Zerstörungen durch die Hussiten wurde die Klosteranlage bis 1448 wieder aufgebaut. Weitere Wiederaufbauten erfolgten nach den Bauernunruhen von 1594 und 1626 und nach einem Brand von 1850.
- Die noch erhaltene romanische Krypta und das Mittelschiff der Klosterkirche stammen aus der Mitte des 13. Jahrhunderts.
- Die während der Josephinischen Reformen geschlossene Maria-Anger-Kirche wurde 1857 wiederhergestellt. Den Hochaltar schuf der Münchner Bildhauer Johann Petz, die Seitenaltäre wurden vom Linzer Bildhauer Westenrieder geschnitzt.[6] Die Altargemälde schuf der Münchner Maler Augustin Palme.
- Mit dem Bau der Bibliothek wurde 1830 begonnen; ihre Einrichtung wurde 1852 geschaffen. Sie umfasst ungefähr 60.000 Bände, 390 Wiegendrucke und 263 Handschriften. Das Deckengemälde schuf Alexander Weiß.
- Die Bildergalerie an der Ostseite des Stifts wurde 1898 errichtet. Sie enthält wertvolle gotische Tafelbilder altdeutscher und niederländischer Meister sowie rund 200 Gemälde, u. a. von Albrecht Altdorfer, Paolo Veronese, Moritz von Schwind und David Teniers d. Ä.
- Die um 1220 entstandene Skulptur der „Madonna von Schlägl“ befindet sich im Oberösterreichischen Landesmuseum in Linz.[7]

## Große Orgel

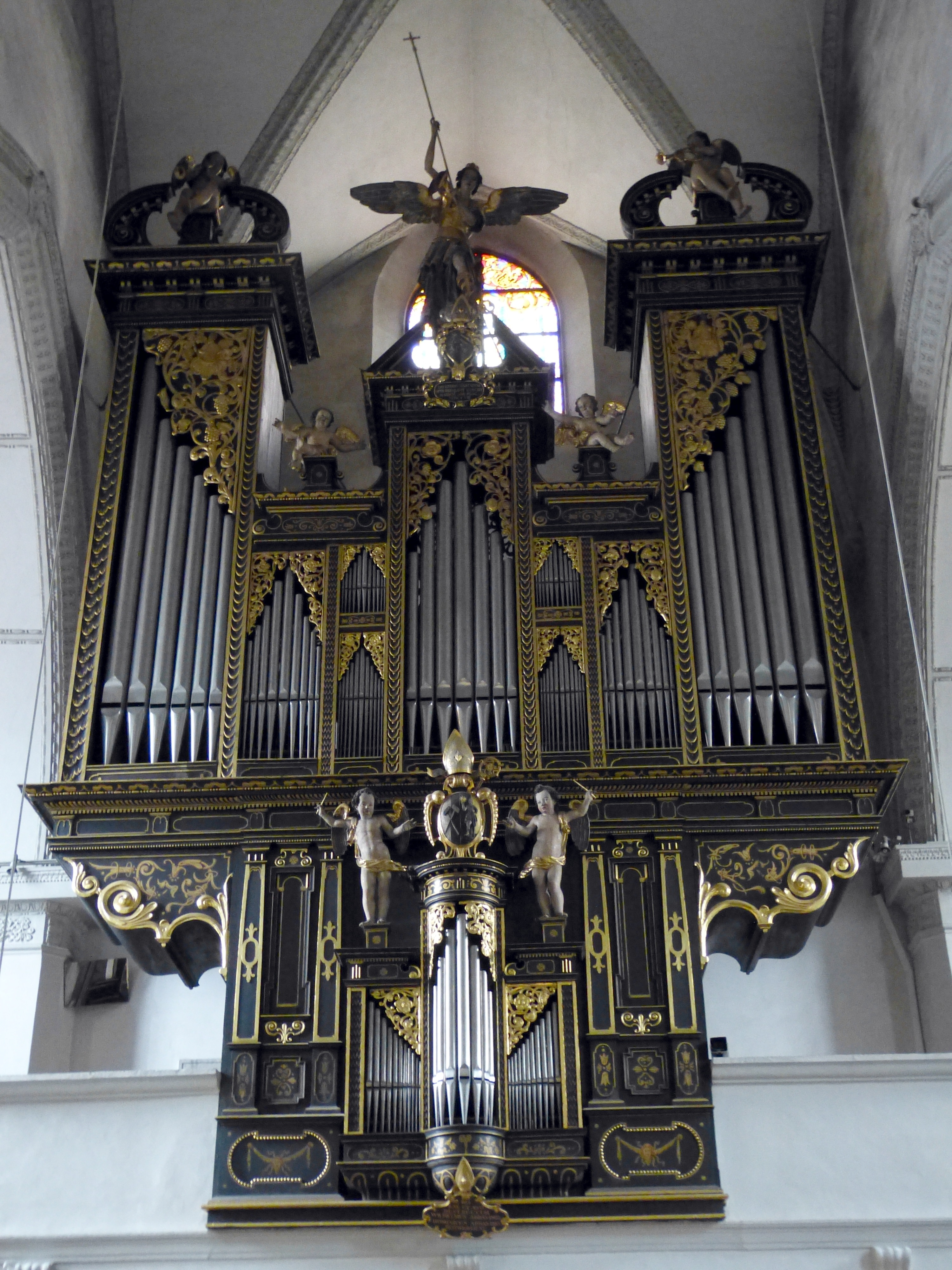
Orgelprospekt

Die Orgel auf der Westempore ist ein Werk von Andreas Butz aus den Jahren 1633–1634. 1708 nahm Johann Christoph Egedacher einen Umbau vor, der äußerlich vor allem das Positiv betraf, 1853 erweiterte Josef Breinbauer das Instrument um drei Register und schließlich 1904 Johann Lachmayr pneumatisch um weitere zehn Register. In den Jahren 1989–1990 restaurierte Orgelmakerij Reil das Instrument umfassend und versetzte es auf den Zustand des Jahres 1708. Es verfügt über 21 Register auf zwei Manualen und Pedal, die Trakturen sind mechanisch.
Eine Restaurierung erfolgte im Jahr 1989 durch die Gebrüder Reil aus Heerde.
| I Hauptwerk C–c3 |              |    |
| 1.               | Principal    | 8′ |
| 2.               | Copl         | 8′ |
| 3.               | Octave       | 4′ |
| 4.               | Spitzfletten | 4′ |
| 5.               | Quint        | 3′ |
| 6.               | Superoctav   | 2′ |
| 7.               | Mixtur VII–X |    |
| 8.               | Cimbl II     |    |
| 9.               | Pusaundl     | 8′ |

| Unterpositiv C–c3 |              |       |
| 10.               | Copl         | 8′    |
| 11.               | Principal    | 4′    |
| 12.               | Flauta       | 4′    |
| 13.               | Octave       | 2′    |
| 14.               | Quinta       | 1 ⁄2′ |
| 15.               | Cimbalum III |       |

| Pedal C–d1 |             |     |
| 16.        | Principal   | 16′ |
| 17.        | Octav       | 8′  |
| 18.        | Octav       | 4′  |
| 19.        | Mixtur V    |     |
| 20.        | Großpusaun  | 16′ |
| 21.        | Octavpusaun | 8′  |

## Wirtschaft

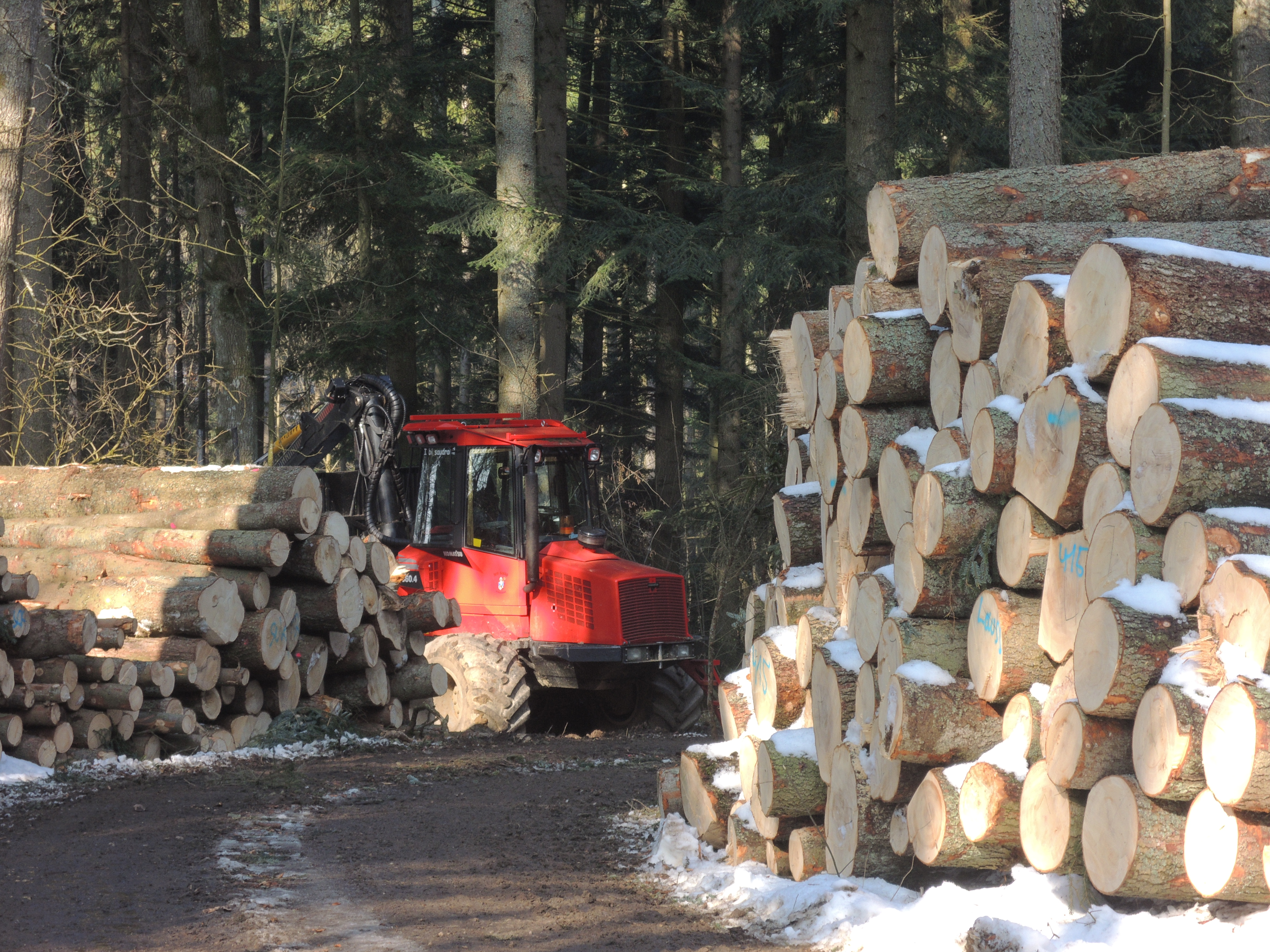
Holzernte in einem Forst des Stifts

Das Stift Schlägl ist in mehreren Wirtschaftsbereichen tätig: 
- In der seit 1580 bestehenden Stiftsbrauerei Schlägl werden mehrere Biersorten gebraut und abgefüllt.
- Die Forstverwaltung des Stifts bewirtschaftet den großen Waldbesitz von etwa 6500 ha, der sich hauptsächlich im Böhmerwald befindet. Am Hongar zwischen Aurach und dem Attersee befindet sich ebenfalls ein 798 ha großer Teil des Waldbesitzes. Der Forst wird im Plenterprinzip bewirtschaftet.[9] Die Mühlschwemme, Teil des Schwarzenbergscher Schwemmkanals war einst im Besitz des Stifts.
- Neben dem Gasthaus „Stiftskeller“ betreibt das Stift mehrere Gaststätten im Schigebiet Hochficht.
- An der Hochficht Bergbahnen GmbH besteht eine Beteiligung von 50 %.[10]
- Zwei Kleinwasserkraftwerke erzeugen durchschnittlich 3 bis 4 GWh Strom pro Jahr.[11]

## Liste der Pröpste des Stiftes Schlägl
- 1236–1242: Orthold
- 1242–1260: Heinrich I.
- 1260–1277: Diepold I.
- 1277–1280?: Nikolaus I.
- 1280–1289: Rudlin von Haichenbach (?)
- 1305–1337: Ulrich I.
- 1338–1343: Theoderich
- 1343–1356: Nikolaus II.
- 1356–1360/1362 Johannes I. (1360 abgesetzt; regierte weiter)
- 1363–1364: Heinrich II. (eingesetzt 1360; vorher Chorherr in Mühlhausen)
- 1374–1380: Petrus I. (unsicherer Propst)
- 1374–1377?: Heinrich III.
- 1381–1388/1389: Heinrich IV.
- 1389–139213/95: Petrus II.
- 1395–1403?: Diepold II.
- 1396–1400?: Nikolaus III. Flenzel
- 1414–1427?: Bernhard (gestorben 1427)
- 1427–1444: Johannes II. Neusadler
- 1444–1481: Andreas I. Rieder
- 1481–1490: Johannes III. '(aus Krumau)
- 1490–1493: Ulrich II. Seckler (Seibler)
- 1493–1499: Johannes IV. Großhaupt
- 1499–1522: Nikolaus IV. von Schestau
- 1555–1568: Andreas II. Schueschiz
- 1576–1577: Paulus Marchesini
- 1586–1587: Johannes V.  Rössler (abgesetzt)
- 1589–1608: Wenzeslaus Zypser (stammte aus Tachau; war vorher Prior von Klosterbruck)
- 1609–1622: Crispin Fuck

## Liste der Äbte des Stiftes Schlägl
- 1627–1665: Martin I. Greysing
- 1666–1677: Franz Freisleben

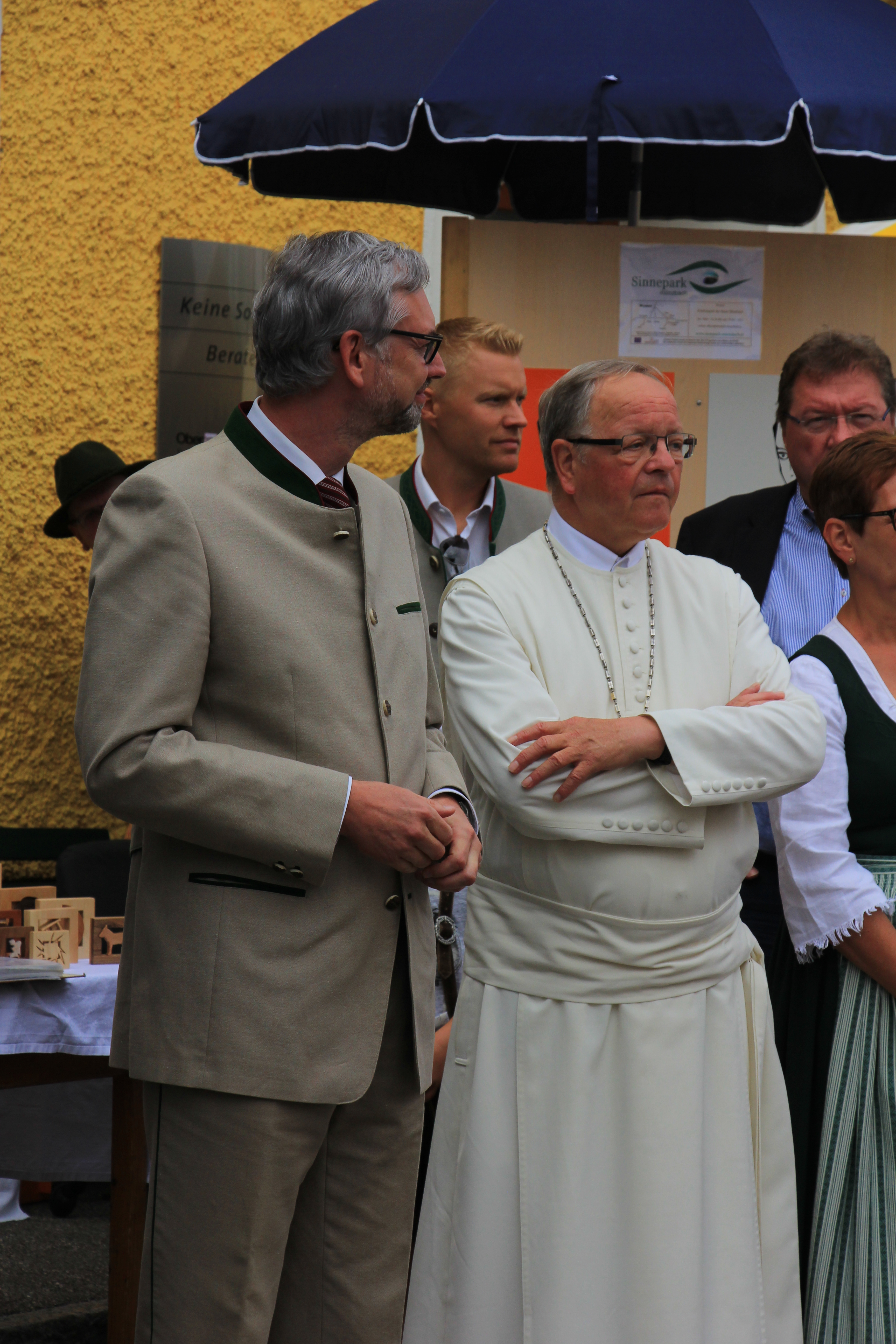
Prälat Martin Felhofer (rechts; Abt 1989–2019) mit Landesrat Michael Strugl (2016)

- 1684–1687: Gottfried Johann Kleber
- 1687–1701: Michael Felder
- 1701–1721: Siard I. Worath
- 1721–1743: Johannes Wöss
- 1763–1797: Siard II. Dengler
- 1798–1816: Wilhelm Waldbauer
- 1816–1837: Adolf Fähtz
- 1838–1884: Dominik Lebschy
- 1884–1922: Norbert Schachinger
- 1922–1925: Gilbert Schartner
- 1925–1946: Benedikt Sobotka
- 1946–1958: Cajetan (Joseph) Lang
- 1958–1989: Florian (Josef) Pröll
- 1989–2019: Martin II. Felhofer
- seit 2019: Lukas Dikany[5]

## Weitere Persönlichkeiten
- Rupert Gottfried Frieberger (1951–2016) war weit über das Mühlviertel hinaus als Organist und Komponist bekannt.

## Stiftspfarrkirchen
- 1319: Stadtpfarrkirche Rohrbach
- 1411: Pfarrkirche Aigen im Mühlkreis
- 1414/1667: Pfarrkirche Ulrichsberg
- 1642: Pfarrkirche St. Oswald bei Haslach
- 1642: Pfarrkirche Haslach an der Mühl, davor dem Stift Sankt Florian inkorporiert
- 1690: Pfarrkirche Kleinzell im Mühlkreis
- 1779: Pfarrkirche Oepping
- 1784: Pfarrkirche Schwarzenberg am Böhmerwald
- 1958: Pfarrkirche Klaffer, davor Filiale der Pfarrkirche Ulrichsberg